# 巽フサ
巽 フサ（たつみ フサ、1907年〈明治40年〉4月25日 - 2023年〈令和5年〉12月12日）は、大阪府柏原市在住だった長寿の女性（スーパーセンテナリアン）。2022年4月19日から死去するまで長寿日本一であった。

## 来歴・人物
1907年4月25日、6人兄弟の次女として八尾町（現在の大阪府八尾市）に生まれる。桃やブドウを育てる農家の夫と32歳の時に結婚。3人の子供に恵まれた。結婚前は華道や茶道を習い、生け花が得意で、106歳までは自宅の玄関に生けた花を飾り、庭では菊を育てていた。みたらしやぜんざいなど甘い物が大好きであった。
2013年、柏原市の特別養護老人ホーム「はくとう」に入所する。入所時は車いすに乗ったまま体操するなど元気だったという。110歳の時点では自分で食事や化粧をすることができ、高齢者施設の職員と会話を交わすこともできた。113歳の誕生日には「お誕生日おめでとうございます」と声をかけられた際は大きな声で「ありがとう」と元気に答えたという。
115歳になると、寝たきりで会話もあまりできない状態だったが、度々口癖の「ごはんまだでっか？」を職員に問いかけることがあった。
2020年9月には大阪府の最高齢者と発表された。
2022年（令和4年）4月19日、田中カ子の死去により、114歳359日で日本最高齢となった。
2023年12月に入ってから体調を崩し、呼吸をするのが苦しい表情を見せていた。同月11日朝までは食事が摂れる状態で好物のゼリーを口にしていたが、翌日午前9時25分に老衰のため八尾市内の病院で死去した。116歳没。これにより新たな国内最高齢者は糸岡富子となった。